# 元氣全開DAY! DAY! DAY!
《元氣全開DAY! DAY! DAY!》（日語：元気全開DAY! DAY! DAY!/げんきぜんかいデイ！デイ！デイ！）是由Aqours的迷你小隊「CYaRon!」於2016年5月11日所發售的首張單曲。也是Love Live! Sunshine!!系列所發售的首張小隊單曲。

## 概要
CYaRon!的成員有高海千歌（聲：伊波杏樹）、渡邊曜（聲：齊藤朱夏）、黑澤露比（聲：降幡愛）共3人。
此單曲於2016年4月20日更新的《Love Live! Sunshine!! Aqours浦之星女學院RADIO!!!》廣播節目第三回中首度公開。隨盤附贈封面插圖寫真貼紙作為初回特典。

## 收錄歌曲
- CD部分
  - 全作詞：畑亞貴[6]

  1. [6]
    - 作曲、編曲：高田曉（日语：高田暁）

  2. [6]
    - 作曲、編曲：Kon-K（日语：Kon-K）

  3. （Off Vocal（英语：Backing_track））[6]
  4. （Off Vocal）[6]
  5. （廣播劇）[6]
    - 出演：Aqours

## 外部連結
- Lantis網站上的介紹 （页面存档备份，存于）（日語）